# Rhynchopyga elongata
Rhynchopyga elongata là một loài bướm đêm thuộc phân họ Arctiinae, họ Erebidae.